# Premierzy Zanzibaru
| Osoba                                               | Osoba    | Osoba                                 | Kadencja          | Kadencja          | Partia polityczna |
| #                                                   | Portret  | Imię i Nazwisko                       | Od                | Do                | Partia polityczna |
| Sułtanat                                            | Sułtanat | Sułtanat                              | Sułtanat          | Sułtanat          | Sułtanat          |
| --------------------------------------------------- | -------- | ------------------------------------- | ----------------- | ----------------- | ----------------- |
| –                                                   |          | Geoffrey Charles Lawrence (1915–1994) | 23 lutego 1961    | 5 czerwca 1961    | bezpartyjny       |
| 1                                                   |          | Muhammad Shamte Hamadi (1907–po 1964) | 5 czerwca 1961    | 12 stycznia 1964  | ZPPP / ZNP        |
| 2                                                   |          | Abdullah Kassim Hanga (1932–1969)     | 12 stycznia 1964  | 27 kwietnia 1964  | ASP               |
| Republika                                           |          |                                       |                   |                   |                   |
| urząd zniesiony (27 kwietnia 1964 – 21 lutego 1983) |          |                                       |                   |                   |                   |
| 1                                                   |          | Ramadani Baki (1943–)                 | 21 lutego 1983    | 6 lutego 1984     | CCM               |
| 2                                                   |          | Seif Sharif Hamad (1943–2021)         | 6 lutego 1984     | 22 stycznia 1988  | CCM               |
| 3                                                   |          | Omar Ali Juma (1941–2001)             | 25 stycznia 1988  | 1 listopada 1995  | CCM               |
| 4                                                   |          | Mohamed Gharib Bilal (1945–)          | 1 listopada 1995  | 15 listopada 2000 | CCM               |
| 5                                                   |          | Shamsi Vuai Nahodha (1962–)           | 15 listopada 2000 | 9 listopada 2010  | CCM               |
| urząd zniesiony (9 listopada 2010 – nadal)          |          |                                       |                   |                   |                   |